# Göteborg HC
Göteborg HC är en ishockeyklubb från Göteborg grundat 2014 ur Hisingen Hockey. Från och med säsongen 2015/2016 tävlade man med Angered arena som sin hemmaarena. Efter att Sundsvalls Hockeys damlag förlorat sin plats i Svenska damhockeyligan på grund av ekonomiska problem erbjöds Göteborg HC deras plats i SDHL säsongen 2017/2018. I början av november 2022 beslutade föreningen att dra ur SDHL. Efter det finns enbart barn-, ungdomsverksamhet och paraishockey kvar inom föreningen.

## Säsonger
| Säsong    | Division               | Placering | Vårserie/Playoff/Kval                       |
| --------- | ---------------------- | --------- | ------------------------------------------- |
| 2014/2015 | Division 1 Södra       | 2         | 1:a i vårserien                             |
| 2015/2016 | Damettan Södra         | 1         | 3:a i kval till Svenska damhockeyligan      |
| 2016/2017 | Damettan Södra         | 1         | 3:a i kval till Svenska damhockeyligan      |
| 2017/2018 | Svenska damhockeyligan | 10        | Besegrar Färjestad BK i Playoff till SDHL   |
| 2018/2019 | Svenska damhockeyligan | 10        | Besegrar Karlskrona HK i Playoff till SDHL  |
| 2019/2020 | Svenska damhockeyligan | 10        | Besegrar Malmö Redhawks Playoff till SDHL   |
| 2020/2021 | Svenska damhockeyligan | 10        | [ a ]                                       |
| 2021/2022 | Svenska damhockeyligan | 10        | Besegrar Skellefteå AIK i Playoff till SDHL |
| 2022/2023 | Svenska damhockeyligan | 10        | [ b ]                                       |

Anmärkningar
1. ↑  Kvalspelet ställdes in p.g.a. av Covid-19-pandemin.[5]
2. ↑  Drog sig ur serien under pågående säsong.[6]